# 常葉隆興

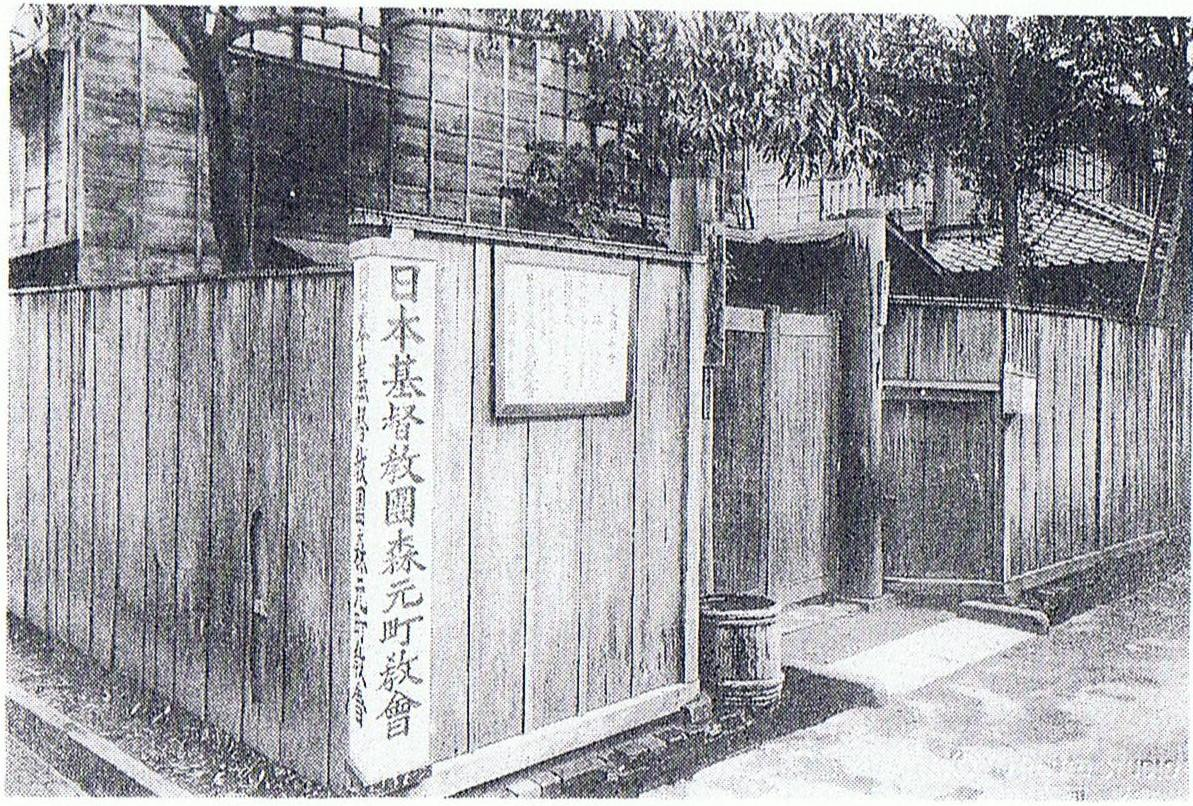
常葉が設立した森元町教会 1942年

常葉 隆興（ときわ たかおき、1897年 - 1977年9月20日）は、日本の牧師、神学者。日本キリスト改革派教会の創立者の一人。

## 生涯

### 幼少期
山形県の新庄藩の士族の常葉作太郎とその妻常葉ノブの長男として生れる。父は上山小学校校長であった。1915年(大正4年)沖縄県立第一中学校を卒業。東京高等工業学校（現東京工業大学）に入学。

### 日本基督教会時代
1918年(大正7年)に父が死去。叔父の常葉金太郎
によってキリスト教信仰に導かれ、同年1918年、日本基督教会の指導者植村正久牧師より富士見町教会にて洗礼を受ける。
1920年(大正9年)、植村正久の創立した東京神学社に入学、1923年(大正12年)に卒業。同級生に熊野義孝。小野村林蔵牧師の司式で結婚する。牧師夫人となったのは、常葉モトであった。後に二男二女を与えられる。1925年(大正14年)牧師の按手礼を受ける。
1935年(昭和10年)にウェストミンスター神学校に留学し、ジョン・グレッサム・メイチェンの講義を受講し。改革派信仰の確信を得る。
1942年(昭和17年)東京府麻布区に日本基督教団森元町教会（現・日本キリスト改革派教会東京恩寵教会）を設立。

### 改革派時代
1946年、日本キリスト改革派教会の創立大会を開き、日本基督教団を離脱する。日本基督教団の結成式で行われた宮城遥拝は、「偶像礼拝であり、神に対して死に値する罪であった」と、神の御前に告白した 。1951年(昭和26年)に森元町教会を東京恩寵教会に改称する。
1961年(昭和36年)11月、新改訳聖書刊行協力会の日本基督改革派教会の代表および、会長に就任し、の新改訳聖書の翻訳事業をリードした。
1967年(昭和42年)に70歳で東京恩寵教会牧師を引退する。1977年に80歳で召天した。

## 著書
- 『新約聖書要解』 長崎書店
- 『聖書辞典』 いのちのことば社 1961
- 『現代と聖書信仰』共著 羽鳥明、村瀬俊夫、泉田昭 いのちのことば社、1969
- 『聖書と信仰』 共著 常葉隆道 1992